# Salvador Garmendia
Œuvres principales
- Los pequeños seres
- Memorias de Altagracia
- Tan desnuda como una piedra

Salvador Garmendia Graterón, né le 11 juin 1928 à Barquisimeto, dans l'État de Lara, et mort le 13 mai 2001 à Caracas, est un écrivain, narrateur, journaliste, scénariste de la radio et de la télévision et diplomate vénézuélien. En 1973, il obtient le Prix national de littérature du Venezuela ; en 1989, le prix Juan Rulfo (Mexique) et en 1996, le prix Deux océans (France). En 2003, on crée à Caracas la fondation qui porte son nom. Il s'est marié deux fois et a eu sept enfants. 

## Biographíe

### Premières années (1928-1948)
Fils d'Ezequiel Garmendia et de Dolores Graterón, Salvador Garmendia obtient son baccalauréat à Barquisimeto, mais ne peut poursuivre ses études pour des raisons économiques et apprend par lui-même. À ces raisons il faut ajouter le fait qu'il contracte la tuberculose en 1940, ce qui l'oblige à s'aliter durant trois ans. Pendant ce temps, Garmendia absorbe les classiques et tout type de littérature grâce à son frère Hermann, écrivain connu, et commence ainsi à affermir sa base littéraire,. 
En 1946, il publie son premier roman, El parque, édité par Casta J. Riera. La même année, il préface Cantos iniciales, recueil de poèmes de son ami Rafael Cadenas. À 20 ans, il joint le Parti communiste du Venezuela et publie la revue Tiempo literario dans sa ville natale, avec Alberto Anzola, Elio Mujica, Carmen Luisa de Sequera et Isbelia Sequera. Il fait également ses débuts d'écrivain dans les journaux locaux et le journal El Nacional. En 1948, il adopte Caracas pour lieu de résidence.

### Premières œuvres, Sardio etEl techo de la ballena(1949-1969)
L'année suivante, Garmendia obtient son titre de speaker, fonction qu'il va remplir jusqu'en 1967. Dans cette période, il adapte des œuvres célèbres comme Crime et Châtiment à la radio avec Lolita Lázaro pour Radio Tropical. En 1958, il forme Sardio, groupe littéraire et modeste maison d'édition (où Sartre et Camus y sont plus souvent débattus encore que Joyce, Faulkner et Kafka) qui publie une revue du même nom comme marque de liberté politique, et écrit le feuilleton radiophonique intitulé Marcela Campos, la guerrillera de los Llanos, qui renseignait les auditeurs par des sous-entendus sur la politique, la vie sociale et économique et la guérilla vénézuélienne de cette époque. En 1959, il publie son deuxième roman, Los pequeños seres, chez Sardio. Cette œuvre montre son don d'observation remarquable et son intérêt pour l'aliénation des citadins par rapport à leur travail et à leur parenté ; elle lui vaut le prix municipal de prose. 
Dans les années 1960, Garmendia travaille au département des publications de la Direction de la culture de l'Université centrale du Venezuela, fait partie du comité de rédaction de la revue Papeles de l'Ateneo de Caracas (es) et déménage à Mérida pour y être le chargé des publications à l'Université des Andes. Il faut souligner que le groupe Sardio se désintègre en 1961 et que Garmendia fonde El Techo de la Ballena (es) avec d'autres membres du groupe. Dans ces années-là, ses fines explorations de la mésadaptation et de l'échec des gens prennent de l'ampleur dans des romans comme Los habitantes (1961), Día de ceniza (1963) et La mala vida (1968). Il publie son premier recueil de contes, Doble fondo (1966) ; et la monographie La novela en Venezuela (1966). Au milieu de la décennie, Los pequeños seres s'édite à Montevideo et à La Havane ; et Doble fondo, à Buenos Aires.

### Consolidation (1970-1979)
Le recueil de récits Difuntos, extraños y volátiles paraît en 1970. Au début de cette nouvelle décennie, Garmendia écrit le scénario et la narration du court-métrage Salvador Valero Corredor, un artista del común (Salvador Valero Corredor, artiste du peuple) de Juan Santana, Alberto Torija et Fernando Toro. Garmendia travaille comme évaluateur de la bibliothèque populaire El dorado pour la maison d'édition Monte Ávila et fait partie du conseil d'administration du Centre d'études latino-américaines Rómulo Gallegos. En 1972, il publie le recueil de contes Los escondites, qui lui vaut le Prix national de littérature du Venezuela et une bourse d'études et de travail à Barcelone accordée par l'Université des Andes. En 1973 paraît son roman Los pies de barro, et Garmendia préface le recueil de contes Moscas, árboles y hombres d'Arturo Uslar Pietri. En 1974, il publie Memorias de Altagracia, qui deviendra l'une de ses œuvres les plus importantes. En 1975, il adapte Pobre negro de Rómulo Gallegos à la télévision et est scénariste du court-métrage Los Chimbangueles réalisé par Mauricio Walerstein. 
L'année suivante, Garmendia publie El Inquieto Anacobero dans le journal El Nacional. À cause de ce conte, où l'emploi de « gros mots » suscite une polémique, il est dénoncé par le conseil de presse vénézuélien au tribunal correctionnel pour délit d'outrage à la pudeur publique, atteinte aux principes moraux de la société vénézuélienne, dénonciation qui restera sans suite. De 1976 à 1978, il écrit le scénario du film Fiebre (Fièvre), adaptation du roman de Miguel Otero Silva réalisée par Juan Santana ; le scénario du téléroman La hija de Juana Crespo ; l'adaptation cinématographique de Juan Topocho, conte de Rafael Zárraga, réalisée par César Bolívar ; et La piel de zapa, adaptation de La Peau de chagrin d'Honoré de Balzac à la télévision. Au milieu de la décennie, il collabore périodiquement par des articles humoristiques à la revue El Sádico Ilustrado.

### Maturité littéraire et décès (1980-2001)
En 1981, Garmendia publie le recueil de nouvelles El único lugar posible. En 1982 paraît la seconde édition de La mala vida, qui a subi des corrections majeures. La même année, le conte El peatón melancólico de Garmendia fait l'objet d'un court-métrage de Luis Salamanca. En 1983, Garmendia écrit le scénario du film La gata borracha de Román Chalbaud. En 1984, il est nommé conseiller culturel à l'ambassade du Venezuela à Madrid et reçoit la bourse Guggenheim, qui lui sert à écrire le roman El capitán Kid. Deux ans plus tard paraissent les recueils de contes Hace mal tiempo afuera et La casa del tiempo. 
En 1987, Garmendia déménage de Madrid à Barcelone pour occuper un poste diplomatique semblable. Il écrit aussi la préface d'Obra poética de Vicente Gerbasi (es) pour l'édition de l'Institut de coopération ibéro-américaine (es). En 1988, il présente le roman El capitán Kid et écrit périodiquement des articles pour l'agence de presse EFE ; deux d'entre eux figurent dans l'anthologie Grandes firmas (grands écrivains), avec des textes de Jorge Luis Borges, de Julio Cortázar, d'Ernesto Sábato, de Gabriel García Márquez, de Carpentier et d'Arturo Uslar Pietri, entre autres. Il préface à son tour l'anthologie du poète vénézuélien José Antonio Ramos Sucre (en) pour la maison d'édition Siruela. En 1989, il retourne au Venezuela et réécrit pour la télévision. La même année, il gagne le prix de littérature de l'Amérique latine et des Antilles Juan Rulfo, section conte, pour Tan desnuda como una piedra. 
Garmendia commence les années 1990 en publiant un recueil des chroniques parues dans la revue El Sádico Ilustrado. Ce recueil porte le titre de Crónicas sádicas et est illustré de dessins de Pedro León Zapata (en). En 1991, la maison d'édition Monte Ávila publie Cuentos cómicos, puis paraissent le recueil de récits La gata y la señora et l'anthologie de contes Sobre la tierra calcinada, préparée par Juan Gustavo Cobo Borda. En 1992, Garmendia gagne le prix Deux océans de France ; il est nommé directeur de la revue Imagen Latinoamericana et écrit le scénario du documentaire Isaías Medina Angarita, soldado de la libertad, réalisé par Carlos Oteyza. Cette période de production de Garmendia se caractérise par la publication d'une série de contes pour enfants, dont Galileo en su reino (1994), El cuento más viejo del mundo (1997), Un pingüino en Maracaibo et El sapo y los cocuyos (tous deux en 1998), ainsi qu'El turpial que vivió dos veces (2000).
En 1997, il écrit les scénarios des documentaires El General López Contreras et La voz del corazón, tous deux réalisés par Carlos Oteyza ; de plus, il collabore une fois par semaine au journal El Nacional. En 1998, il publie le recueil de nouvelles La media espada de Amadís. À partir de 1999, il publie sa chronique bimensuelle Ojo de Buey dans le cahier littéraire du journal El Nacional. Toujours en 1999, l'université du Zulia (es) lui décerne un doctorat honoris causa et présente avec Carlos Oteyza le documentaire Caracas, crónica del siglo XX (Caracas, chronique du XXe siècle). 
Au début de 2001, déjà gravement malade, Garmendia participe à la sélection et à la présentation de la collection Grandes Clásicos de la Literatura du journal El Nacional. Il meurt d'une affection pulmonaire à Caracas le 12 mai 2001. Il luttait depuis plusieurs années contre un cancer de la gorge et souffrait du diabète depuis 1997, ce qui aggrava sa maladie les dernières semaines.

## Analyse de son œuvre
Selon François Delprat, de l’Université d’Amiens, 

« L’œuvre de fiction de Salvador Garmendia a longtemps été classée dans la ligne du réalisme urbain. Avec Memorias de Altagracia (1974), il passe de l’aliénation de l’homme dans un monde imposé, à la délectation du souvenir, refuge et reconstruction de l’être. Le passage à un réalisme magique est opéré par des procédés déjà fréquents dans les œuvres de l’auteur. El único lugar posible (1981) met en cause la fiction comme représentation du réel. Le narrateur y propose un mode d’emploi : l’oisiveté comme mode de vie, le rêve comme accès à la réalité. »

Les récits de Garmendia qui vont de Los pequenos seres à Los habitantes, à La mala vita et à Los pies de barro présentent des traits communs : un « monde à fleur de quotidien, un récit sans autre événement que la perception, laborieuse, d’un environnement que le personnage cherche à se formuler à lui-même, sans y parvenir […] et le sentiment que tout est dégradé, seule certitude pour une conscience douloureusement agressée par l’existence elle-même ». On pourrait raccorder ces œuvres au réalisme social si ce n’était qu’elles sont construites autour d’un personnage narrateur ou témoin incapable de se situer dans l’univers, faute de repères. À cette rupture entre le monde et l’être s’ajoute, comme dans le « nouveau roman », la description des objets en métamorphose par un auteur qui a reconnu « être attaché à la description de la destruction des formes anciennes de la ville et du pays et à l’effet d’aliénation qu’elle produit ». La dégradation de la chair est un facteur de la conscience en soi et de l’attrait pour tout, en particulier lorsqu’il s’agit d’élan sexuel.
Pendant son séjour en Espagne, Garmendia présente Memorias de Altagracia, qui marque un tournant dans son écriture, car il incorpore sa réflexion sur le métier d’écrivain dans le récit même. Il fait l'observation suivante sur son processus de création : « Une fois en Espagne, j'ai constaté que cette zone que j'avais à peine entrevue et où je n'avais pas osé pénétrer totalement, m'illuminait soudainement, et je me suis vu avec les ressources et les instruments à la main pour m'y attaquer tout de suite à fond. » Memorias de Altagracia marque une transition tant dans le style que dans la thématique de ses romans et de ses nouvelles : souvenirs de son enfance, tel ce personnage de Moncho Marinferínfero qu'il aurait connu dans sa ville natale en 1936, et réunion de récits pour la formation de ce roman. Le chercheur Alberto Márquez dit à propos de ce livre : 

« Memorias de Altagracia est construit comme un monde de cercles concentriques où chacun des récits, dont certains sont tout à fait indépendants, découvre, révèle les faits les plus pertinents du narrateur-protagoniste. Ces derniers sont tous reliés par le personnage du narrateur, les personnes qui reviennent — les oncles, les tantes et le cousin Ali — et l'omniprésence de la ville d'Altagracia. Un monde complètement circonscrit par les limites de la ville, mais ouvert par cette autre dimension, cette espace dans la typographie du monde : l'imagination. »

En 1982, le roman s'ajoute à la collection Letras Hispánicas dans la catégorie des œuvres classiques de la littérature espagnole et latino-américaine.
Delprat résume l’œuvre romanesque produite par Garmendia jusqu’en 1981 en ces termes :

« Le glissement constant hors du réel est progressivement devenu une nécessité  chez Salvador Garmendia. Au début, ses œuvres indiquent l’incapacité des personnages à se repérer et donc à se représenter dans le réel […] Le monde, fantastisque mais structuré, des souvenirs de Altagracia a donné l’occasion d’une imbrication du souvenir et du rêve, restituant à l’imaginaire tous ses pouvoirs du point de vue de  l’œuvre littéraire, préparant un affranchissement des conventions de représentation du réel, étape qui est franchie dans El único lugar posible. »

## Œuvre
- El parque (1946)
- Los pequeños seres (1959)
- Los habitantes (1961)
- Día de ceniza (1963) ; en français : Jour des cendres, traduction de Claude Fell, éditions Caribéennes, 1998,  (ISBN 2-87679-003-3)
- Doble fondo (1966)
- La novela en Venezuela (1966)
- La mala vida (1968)
- Difuntos, extraños y volátiles (1970)
- Los escondites (1972)
- Los pies de barro (1973)
- Memorias de Altagracia (1974) ; en anglais : Memories of Altagracia, traduction de Jeremy Munday
- El inquieto Anacobero y otros cuentos (1976)
- El brujo hípico y otros relatos (1979)
- Enmiendas y atropellos (1979)
- El único lugar posible (1981)
- Hace mal tiempo afuera (1986)
- La casa del tiempo (1986)
- El capitán Kid (1988)
- Cuentos cómicos (1991) ; en français : Contes comiques, Gallimard, 1996, traduction d'Anny Amberni,  (ISBN 2070740005)
- La gata y la señora (1991)
- La vida buena (1994)
- La media espada de Amadís (1998)

### Posthumes
- No es el espejo (2002)
- Anotaciones en cuaderno negro (2003)
- El regreso (2004)
- El inquieto Anacobero y otros relatos (2004)
- Entre tías y putas (2008)